# Плаошник
Плаошник или Плаош је археолошко налазиште и религиозно место на јужној страни брда у старом граду Охрида, на око 250 m јужно од централног дела Самуилове тврђаве.
Плаошник је познат као религиозни локалитет још од почетка хришћанства, а вероватно и пре тога. Пронађено је неколико великих ранохришћанских базилика, као и остаци цркве Свети Пантелејмон која је изграђена и у којој је радио Свети Климент Охридски.
Новоизграђени храм Светог Климента и Пантелејмона свечано је освештан 11. августа 2002. године, који у ствари представља реплику цркве Светог Климента, изграђена је на постојећим темељима. Црква је била срушена у периоду Отоманског царства и на истој основи била је изграђена џамија.
По рестаурацији, 2002. године, након 530. година, поново су премештене мошти Св. Климента Охридског које су у међувремену биле смештене у цркви Свете Богородице Перивлептене у Охриду.

## Црква Св. Климент и Пантелејмон
Црква Светог Климента и Пантелејмона доминира на локалитетима Плаошника. Изграђена је и освештана 11. августа 2002. година. Име је добила по Светом Клименту Охридском који је првобитно изградио храм на овом месту у част Светом Пантелејмону.
Изграђена је по пројекту архитекте, Тање Паскали Бунташеске, из Охридског завода и музеја. У изградњи цркве учествовало је око 200 стручних лица и градитеља за чију је изградњу потрошено преко једног милиона евра. Највећи део финансиран је средствима владе Северне Македоније.
Камен темељац новоизграђене цркве постављен је 2000. године. Обновљена је по постојећем изгледу, на старим темељима. Изграђена је на основу претпоставке а као пример знаменитих цркви Охрида и околине који хронолошки припадају фази тог времена.
Гроб Светог Климента у новом храму је изнад старе гробне конструкције, у целости од стакла, а изнад њега налази се ковчег од мермера у коме се налази ковчежић са моштима Светог Климента.

## Универзитет Свети Климент
У манастиру око цркве у време Светог Климента била је смештена Охридска школа, центар словенске писмености и културе. Климент Охридски био је први аутор књижевних дела међу Јужним Словенима. Књижевна дела, укључујући и награду Кирил, представљају ремек дело средњевековне словенске књижевности.
Пројекат за обнову универзитета Светог Климента подразумева и рестаурацију универзитета у складу са духом времена у модерном смислу. За ту сврху, 2007. године, Одбор за обнову Климентовог Универзитета, састављен је од еминентних научника и црквених службеника, који се налазе на челу пројекта.
Након темељних археолошких истраживања, биће изграђени нови објекти у склопу којих ће се налазити библиотека, галерија икона, као и стари рукописи из Музеја и института Охрида и других културних и научних центара.
Универзитет треба да представља спој световног и светог.

## Археолошка истраживања
Археолошка истраживања Плаошника вршена су повремено током двадестеог века и врше се благовремено и систематски.
Период истраживања може се поделити у два раздобља, претклиментов период који покрива период од праисторије до 9. века и Климентов период који је од почетка 893. године, када је Свети Климент Охридски изградио цркву Светог Пантелејмона па до заузимања града од стране Отоманског царства у 15. веку.

### Климентов период
Према народном предању на овом месту постојала је Климентова црква и његова гробница што је потврђено на основу првих археолошки ископина, 1943. године, када је професор Димче Коцо открио темеље Климентове цркве и у исто време и гробницу Светог Климента Охридског.
На темељима ранохришћанске базилике подигнута је црква триционалног облика, архитектонске форме, стила који су неговани у 9. веку Византије.
Црква је била обновљенљ у 12. веку, а затим је обнова настављена и у 13. веку. Поред ове цркве обновљене су и капеле, а потом у 19. веку и звоник. Фреске првобитне цркве биле су сачуване. Фрагменти фресака пронађени током археолошких ископавања припадају различим периодима обнове и проширења манастира. Након доласка Османлија, црква је била претворена у џамију, познату под именом „Имарет џамија“ која више не постоји.
Међу археолошким остацима у цркви Светог Климета налази се и његова гробница. Према биографији архиепископа Теофила Клемента, великог словенског просветитеља, ова гробница направљена својеручно. У њој је сахрањен 916. године.
На археолошким остацима најстаријег словенског манастира, Светог Пантелејмона, који је 893. године изградио Свети Климент, изграђен је нови храм. 
Последња ископавања Плаошника, охридског археолога Владе Маленког, отпочета су 1999. године након уклањања остатака Имарет џамије. 
Циљ је био створити услове за рестаурацију Климентове цркве. Том приликом откривена је крстионица базилике и под покривен мозаиком који је припадао периоду између 4. и 6. века.
Током 2007. године откривено је складиште у коме се налазило 2383 сребрних новчића из 16. века. Новчићи су пронађени у керамичким посудама. Кованице су од великог значаја јер показује трговински однос између Охрида, манастира Светог Климента и Венеције у 16. веку.
Од августа 2008. године, ради се на истраживању и ископавању коначишта манастира и Климентовог универзитета који се налази у близини цркве.